# Johanna Harre
Johanna Harre (* 23. Oktober 1899 in Hannover; † Juni 1996 ebenda) war eine deutsche Kunsthandwerkerin, die sich vor allem um die Anfertigung und Weiterentwicklung von Klöppelspitze verdient gemacht hat.

## Leben
Nach dem Besuch eines hannoverschen Lyzeums besuchte Johanna Harre die Kunstgewerbeschule Hannover. Um ihre Begabung zu fördern und ihre Kunstfertigkeit zu verfeinern studierte sie später an der Kunstschule Weimar. Eine spätere Dozententätigkeit an der Meisterschule in Hildesheim schloss sich an. Nach dem Zweiten Weltkrieg widmete sie ihre Werke ausschließlich der Klöppelspitze. Joahnna Harre verstarb 1996. Bis zu ihrem 90. Lebensjahr entwarf sie Bilder, die ihr als Klöppelvorlagen dienten und setzte sie in ihren Spitzenbildern um. Sie nutzte ausschließlich eigene Entwürfe.
Im Jahr 1927 war sie Gründungsmitglied der GEDOK in Hannover. 2007 wurde sie in Hannover im Rahmen der 80-Jahr-Feier mit den anderen Gründungsmitgliedern der GEDOK geehrt.

## Werk
Ihre Arbeiten zeichnen sich aus durch einen bewussten Verzicht auf ornamentale Musterungen, wie sie durch komplizierte Klöppelschläge entstehen. Sie verwendet überwiegend den festen Leinen- und den dichten Flechtschlag und erzielt damit klare Muster und transparente Rhythmen. Zunächst hat sie um ein feines Leinengewebe geradlinige Kanten von fast architektonischer Strenge gearbeitet, die dann immer figürlicher und bildhafter wurden, bis sie auf den Stoffgrund verzichtete, um das Bildnerische und Zweckfreie der Spitze noch überzeugender zur Wirkung zu bringen.
Sie schlug einen Bogen zu strengen geometrischen Formen und ausdrucksstarken Kontrasten von Schwarz und Weiß, vom Stil des Bauhauses.

## Ehrungen (Auswahl)
- 1954 Bronzemedaille der Triennale di Milano, Mailand
- 1958 Niedersächsischer Staatspreis[5][6]
- 1964 Bayerischer Staatspreis
- 1975 Kunstpreis Norddeutschland[1]

## Ausstellungen (Auswahl)
- 1951 Triennale di Milano
- 1955 „Dentelles Anciennes et Modernes“, Brügge
- 1956/57 Neues Deutsches Kunsthandwerk, Wanderausstellung für die Schweiz
- 1957 Triennale di Milano
- 1960 Internationales Kunsthandwerk, Stuttgart
- 2007 50 Jahre Niedersächsischer Staatspreis für das gestaltende Handwerk
- 2009 Klöppelmuseum Abenberg[4]